# Книга Иудит
Книга Иудит или Книга на Юдит е книга от Стария завет на Библията. Включена е в Септуагинта и Стария завет на католическата и православната Библия, но изключена от еврейския канон (Танах) и включвана от протестантите само към техния апокриф. Приема се, че е написана през 1 век пр.н.е.
Книгата Иудит не се приема за историческа, а за поучителен роман. Повечето от фактите в нея не са исторически.
Например Навуходоносор II не е цар на Асирия, а на Вавилон, и в действителност той завладява Юдея за разлика от описаното в книгата.
Историята за обезглавяването на Олоферн завладява умовете на множество хора на изкуството като мотиви от книгата се появяват в творбите на Донатело, Караваджо, Ботичели, Паоло Веронезе, Рубенс, Густав Климт и много други.

## Сюжет
В центъра на сюжета на книгата е еврейска вдовица, която се жертва за народа си за да го спаси от разрушение и завземане от страна на асирийския цар Навуходоносор II (в действителност цар на Вавилон) и по-конкретно от предводителя на неговата армия – Олоферн. Навуходоносор II се разгневява срещу съседните народи, които са му отказали подкрепа в миналото и изпраща армията си начело с Олоферн, която плячкосва и завзема множество територии. След като достигат до еврейската територия асирийците я обграждат, което води до глад и жажда за евреите. След като почти са загубили надежда и вяра в спасението си, се появява вдовицата Юдит, която се разочарова от общото униние и предприема план, с който да спаси народа си.
Тя облича старите си брачни дрехи и се въвежда в изкусителен за мъжете вид. Така напуска обградения еврейски стан и отива при армията на Олоферн като му съобщава, че се предава в техни ръце, защото народът и е обречен и предлага помощта си за постигане на победата на асирийците. Юдит е приета много радушно от врага и не предизвиква подозрения. Една вечер Олоферн кани Юдит на празненство, където той се напива до безпаметност и остават само двамата за да правят любов. Тогава Юдит изважда неговия меч и отсича главата му. Слага главата му в торбата и напуска стана като се връща при евреите. Връщайки се показва главата на Олоферн на сънародниците си и им казва, че сега е моментът те да нападнат за да разгромят противника си. След като разбират, че предводителят им е мъртъв, асирийците бягат паникьосано и са разбити от евреите. След победата Юдит се ползва с изключително уважение и признателност от народа си.